# Eriskay (cheval)
Vous lisez un « article de qualité » labellisé en 2021.
Pour l’article homonyme, voir Eriskay.
L'Eriskay (gaélique écossais : Each Beag nan Eilean) est une race de poneys originaire de l'île du même nom, à l'Ouest de l'Écosse. 
Indigène de son île, il est décrit comme proche des chevaux dépeints sur les pierres pictes, bien que cette relation reste controversée. Il descend vraisemblablement du poney celte, constituant l'un des derniers survivants des populations de poneys natifs des Hébrides. L'une de ses lignées a échappé à tout croisement extérieur depuis le XVIe siècle. Destinée au portage de la tourbe et des algues dans des paniers, la race est menacée de disparition avec la motorisation de ces activités, au XXe siècle. Elle est préservée grâce à la constitution d'une association de sauvegarde en 1972.
Ce poney rustique, de robe généralement grise, fait un bon animal de famille, qui peut être monté par des enfants ou des adultes légers grâce à sa force. Il participe aussi à des gestions de territoires par écopâturage. Très menacé, il bénéficie de programmes de conservation qui ont permis de faire remonter sa population à 420 sujets en 2009. 

## Dénomination et sources

Localisation de l'île d'Eriskay parmi les Hébrides extérieures.

L'Eriskay a pris le nom de son île natale, située dans les Hébrides extérieures. D'après Giacomo Giammatteo, cela justifie l'usage d'une initiale en majuscule pour nommer la race, Eriskay Pony en anglais. Le nom anglais « Eriskay » est repris en français et en espagnol.
La principale source académique à propos de cette race de poneys est Scotland's native horse: Its history, breeding and survival publié par le Dr en médecine vétérinaire Robert W. Beck (membre fondateur de la principale association de sauvegarde de la race) en 1992. Cet ouvrage détaille de quelle manière l'Eriskay a été sauvé de l'extinction. Il constitue aussi, d'après la critique qu'en fournit Marace Dareau (Université d'Édimbourg), une défense de l'opinion de son auteur, selon lequel l'Eriskay est la race de chevaux originelle historique de toute l'Écosse, plutôt que le Highland, qui a été croisé avec des chevaux extérieurs. Selon Dareau, le « manque de perspicacité scientifique » qui traverse cet ouvrage « jette le doute même sur les domaines dans lesquels Beck, en tant que vétérinaire, a clairement une expertise ».

## Histoire

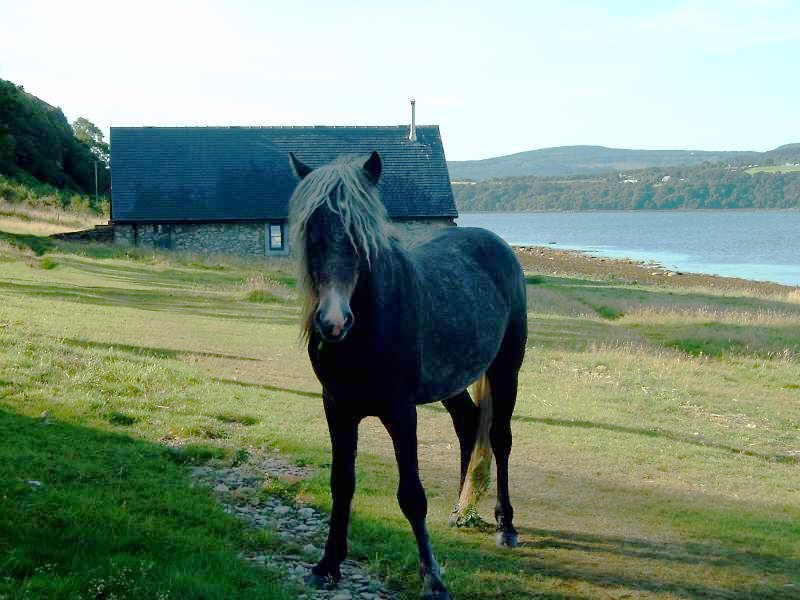
Un poney Eriskay sur l'île Holy.

L´Eriskay est une race très ancienne, descendante de poneys celtiques et nordiques qui ont été domestiqués et amenés sur l'île d'Eriskay. 
D'après Robert W. Beck, l'Eriskay présente une certaine ressemblance avec les chevaux dépeints sur les pierres des Pictes retrouvées dans le Nord et l'Ouest de l'Écosse,,. Marace Dareau conteste cependant la démonstration de Beck, notant que « ce domaine présente de nombreuses difficultés dont Beck ne tient pas suffisamment compte. Probablement en raison de l'enthousiasme incontestable de l'auteur pour son sujet, il semble tirer toutes les bribes d'informations qu'il peut trouver [...] et il trouve, tant bien que mal, une pierre picte qui les illustre ».
L'Eriskay vit alors en troupeaux semi-sauvages sur ces îles, situées à l'ouest de l´Écosse et donc de l'île principale de Grande-Bretagne. La race est préservée des croisements du fait de son isolement. La rareté de la nourriture, qui pousse ces poneys à consommer des algues échouées sur le rivage, entraîne une sélection naturelle et privilégie une taille plutôt réduite. 
L'Eriskay est le dernier survivant des poneys celtiques des îles écossaises de l'Ouest influencés par les races du nord (du type Féroé et Islandais), et qui peuplaient autrefois toutes les Hébrides,.

### DuXIXesiècle au milieu duXXesiècle

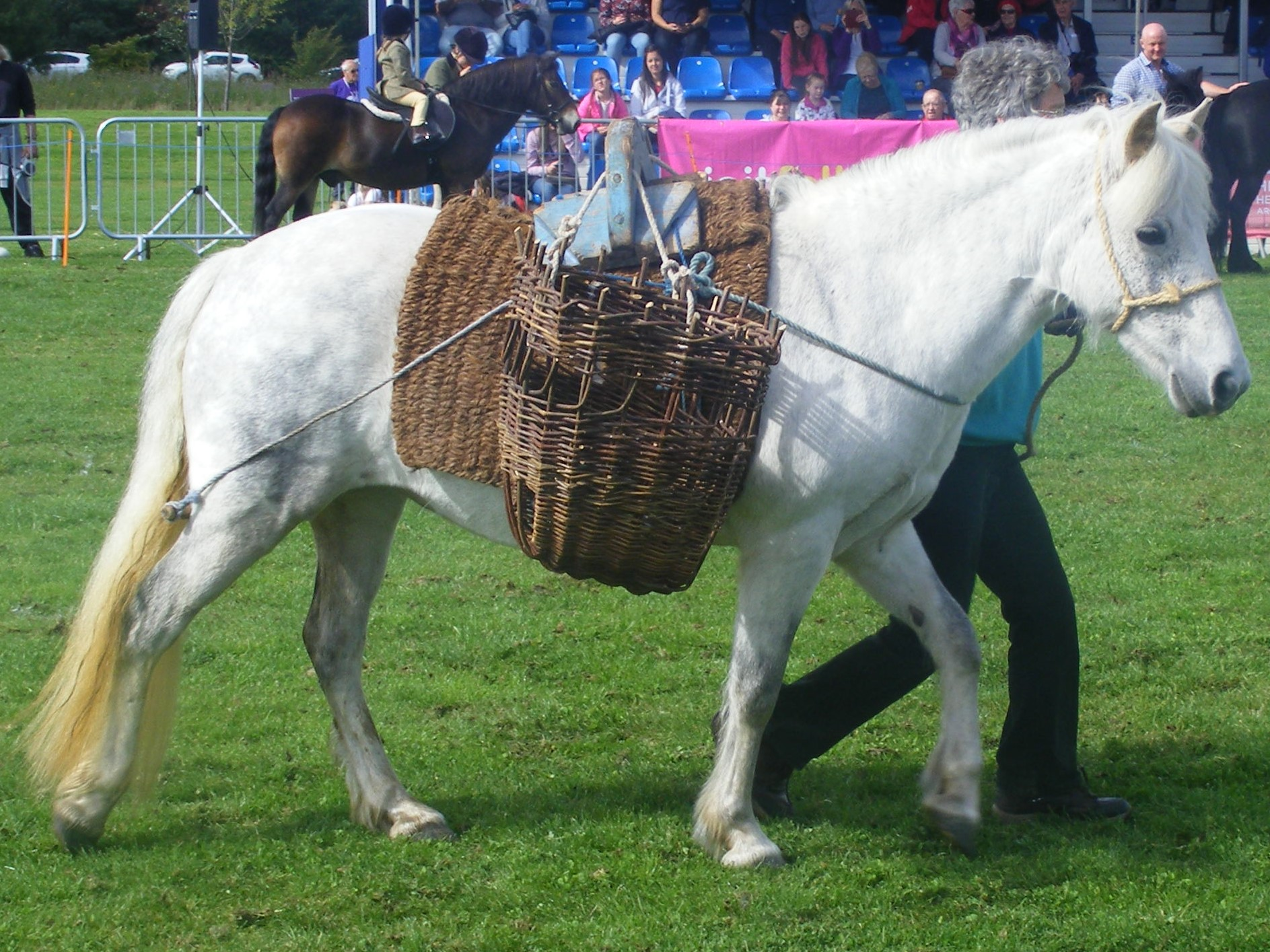
Système de bât par paniers traditionnel du poney Eriskay.

La race est numériquement nombreuse au milieu du XIXe siècle, et répandue sur diverses îles de l'Ouest de l'Écosse. Elle représente l'unique mode de transport local. Ces poneys servent alors essentiellement au portage par le bât, grâce à des paniers tressés et arrimés sur leur dos. Plus rarement, ils servent au labour des terres, à la traction légère, ou emmènent les enfants à l'école,.
À la fin du XIXe siècle, les poneys des îles avoisinantes sont croisés avec des chevaux plus grands et plus lourds, pour le travail agricole,. Les descendants de ces croisements, influencés par le Fjord, le Clydesdale et l'Arabe, sont nommés the cross et assez proches de la race Highland. Le cheptel de l'île d'Eriskay est présumé avoir été préservé de ces croisements grâce à son isolement,.
Une anecdote datée de février 1941 met en scène ces poneys. Le cargo SS Politician de la Harrisson Line a fait naufrage au large de l'île d'Eriskay, avec à son bord 264 000 bouteilles de whisky destinées au marché américain. Les habitants d'Eriskay ont sauvé des marins puis récupéré une partie de la cargaison, à tel point que même les poneys seraient devenus ivres,.

### Sauvegarde

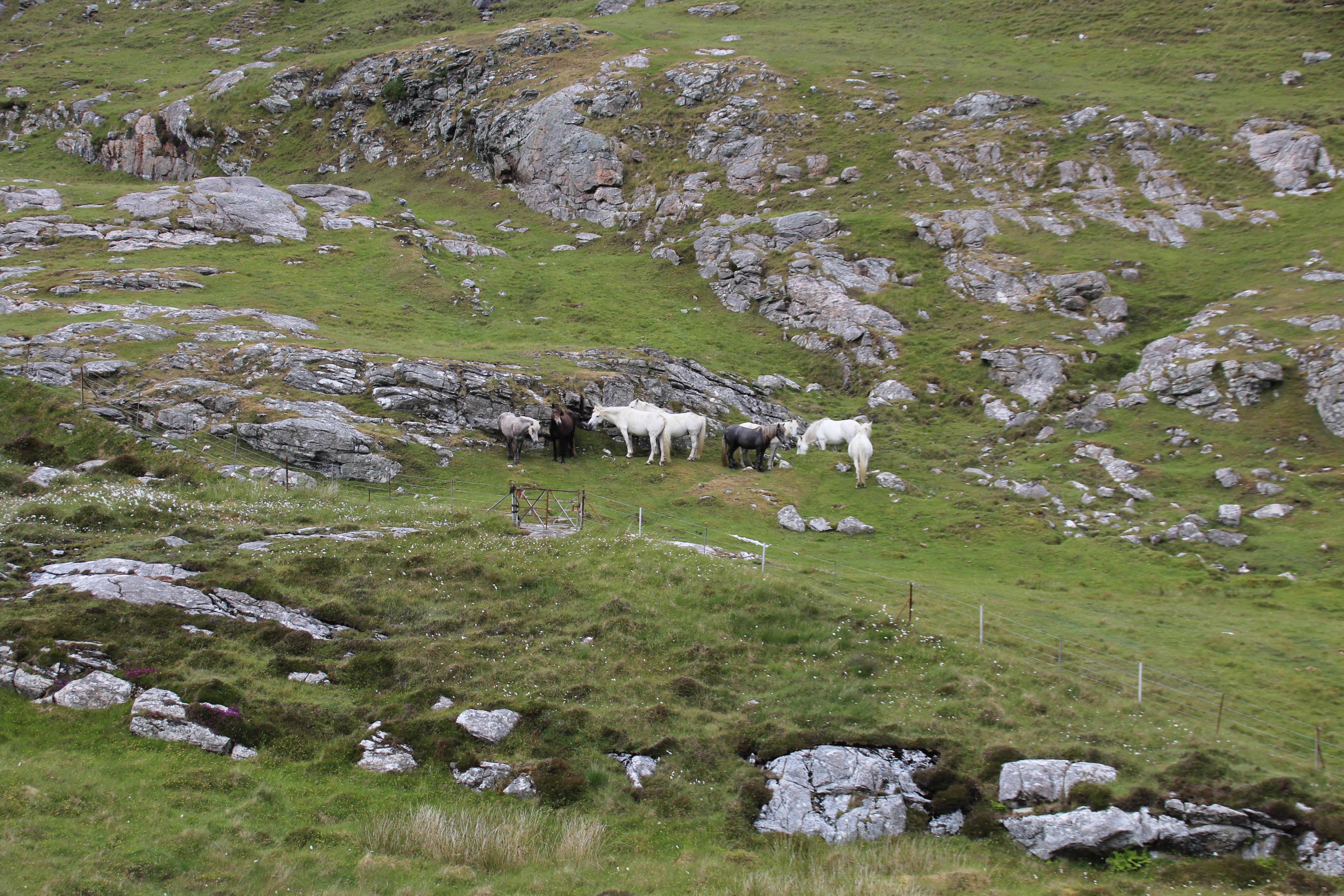
Poneys Eriskay sur leur île natale.

La race est re-découverte très récemment. La plus ancienne attestation de l'usage du nom « Eriskay » pour désigner ces poneys remonte en effet à 1968. Durant les années 1970, il ne reste qu'une vingtaine de juments sur l'île d'Eriskay,, menacées par la petite taille de leur biotope et par la consanguinité. En février 1972, une association est créée par des insulaires pour faire connaître cette race de chevaux,. L'association regroupe des îliens de profil très divers, dont un prêtre, un médecin, un vétérinaire et un zoologue. Elle prend un nom en gaélique écossais, Comman Each nan Eilean, soit la « société des chevaux de l'île ». Elle prend plus tard le nom secondaire d′Eriskay Pony Society pour mieux se faire reconnaître au niveau national et permettre de mieux localiser la race. 
Les Eriskay actuels descendent d'un tout petit nombre de fondateurs, nés dans les années 1960. Il ne reste en effet aucun étalon sur l'île d'Eriskay ; Comman Each nan Eilean amène donc des étalons de l'extérieur afin de sauver la race de l'extinction. L'association repère un étalon du type de la race sur l'île de Rùm, sur un terrain appartenant au Nature Conservancy Council. Les six étalons extérieurs retenus sont : Rhum Darroch, Callum of Creagach, Prince (officiellement : Nicoldene), Balelone, Fingal et Pharic of Hunthall. Ces six étalons ne se sont toutefois pas le plus reproduit, car un poulain de pure race Eriskay nommé Eric a été découvert. Eric donne trois fils : Prince of Caolas, Gille-Eodhnan et Balachan ; ces étalons prolifiques permettent de conserver des lignées pures. En plus des étalons extérieurs venus d'îles voisines, la race a été croisée avec des poneys Shetland, si bien qu'il ne reste que très peu de poneys génétiquement « purs »,.
Les efforts associatifs (poursuivis notamment dans les années 1980) permettent de mettre en place des programmes de sauvegarde et d'accroitre la population de poneys, tout en la préservant de l'extinction et de la consanguinité. En 1995, Comman Each nan Eilean obtient la régulation de ces poneys à l'échelon européen. En 1997, 17 naissances de poulains sont enregistrées. L'Eriskay fait partie des neuf races de chevaux britanniques incluses dans la liste de surveillance du Rare Breeds Survival Trust (RBST) lors de sa création. Au début des années 2000, une prime de 150 £ est accordée à chaque propriétaire de ponette poulinière qui en fait la demande, afin d'assurer la sauvegarde de la race.

## Description

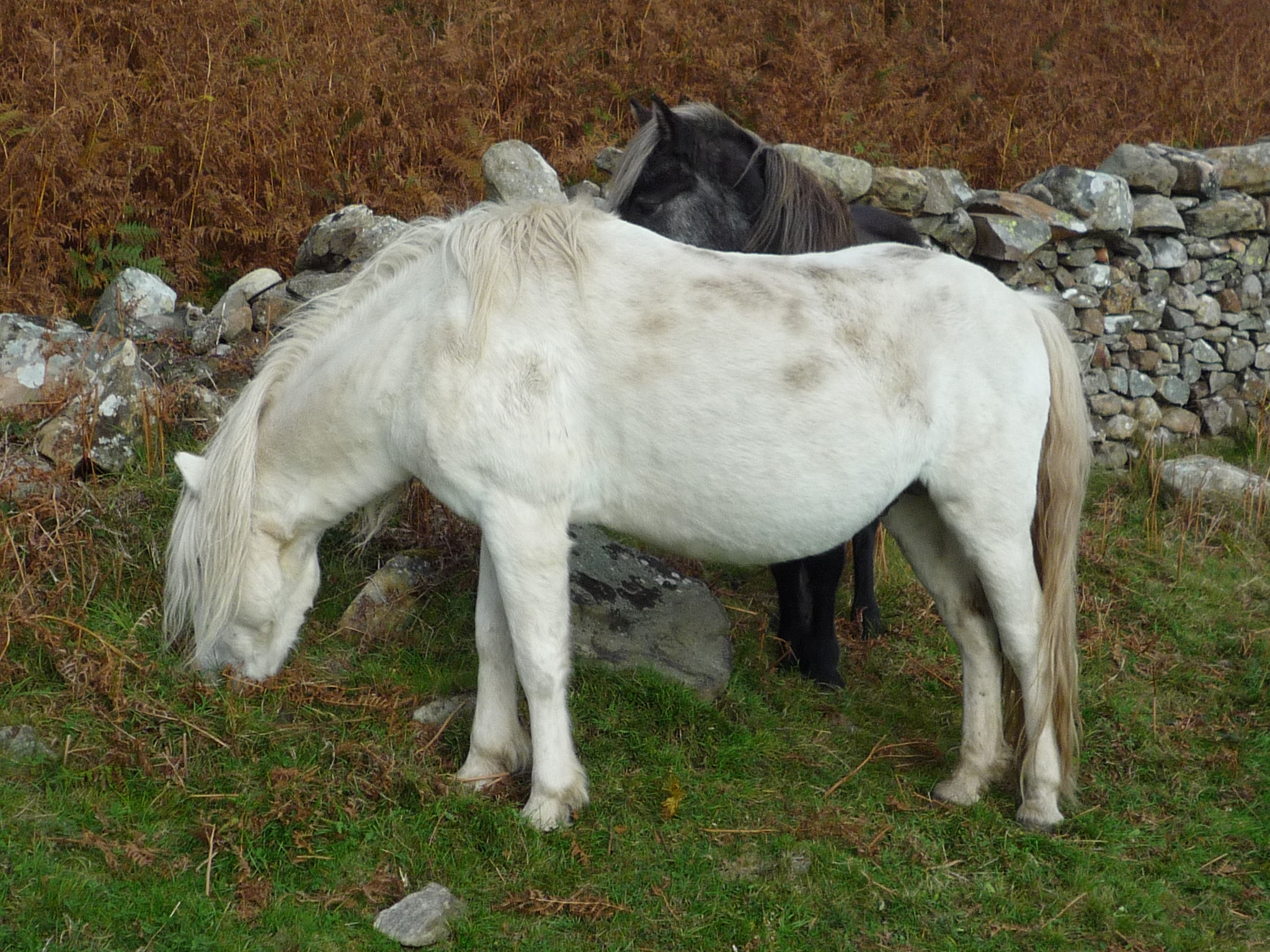
Poneys Eriskay broutant près d'un muret sur Holy Island.

L'Eriskay mesure de 1,24 m à 1,38 m d'après la majorité des sources,,, le journaliste britannique Elwyn Hartley Edwards indiquant 1,22 m à 1,37 m, tandis que CAB International annonce 1,22 m à 1,32 m.
L'Eriskay est assez proche de la race de l'Exmoor, et de celle du Highland.

### Morphologie

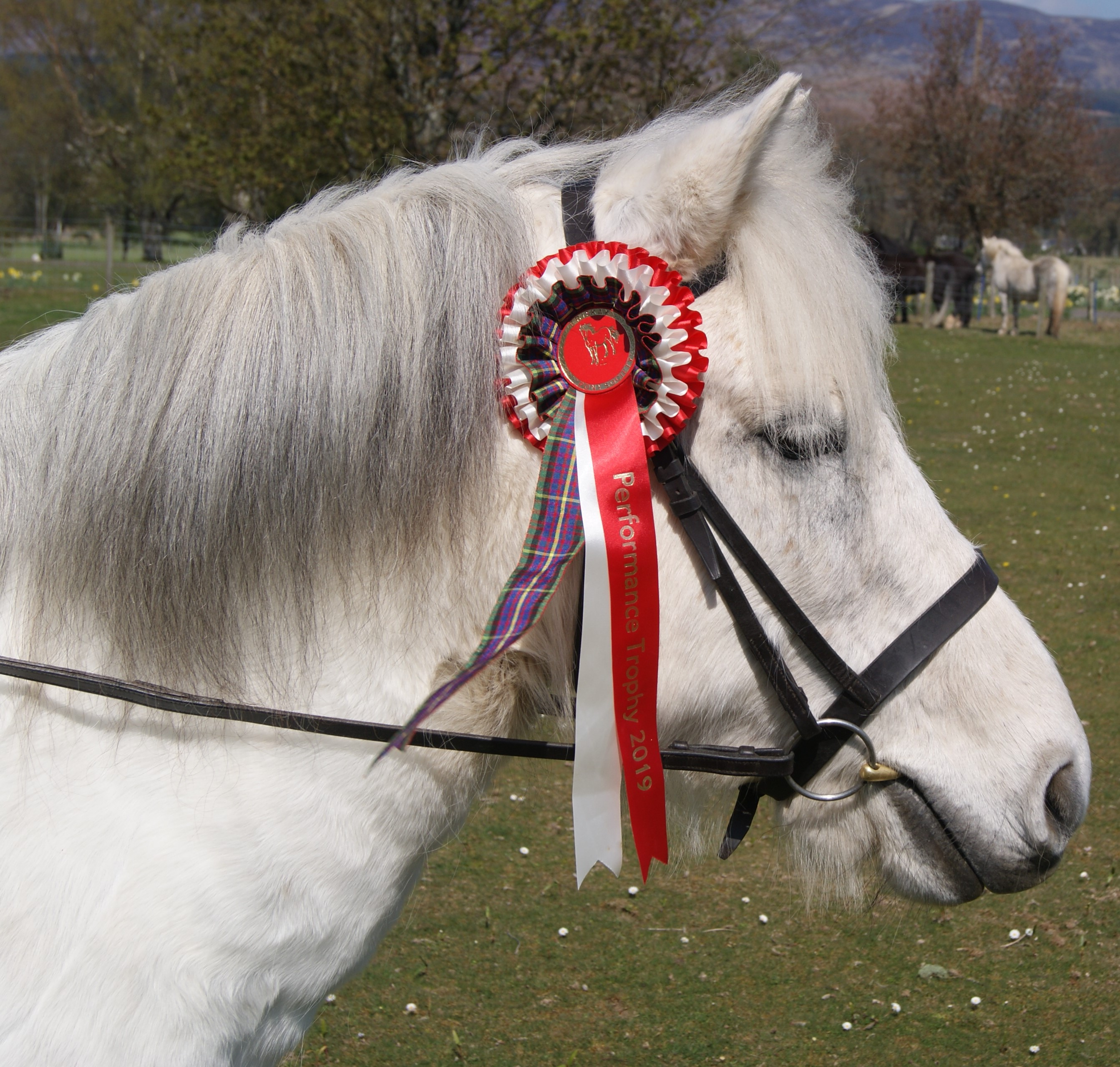
Tête d'un poney Eriskay primé lors d'un show.

La tête est grande, dotée d'un profil rectiligne et d'un front large. L'encolure est bien musclée, implantée haut, sur des épaules inclinées. La poitrine n'est pas très large mais elle est profonde, avec des côtes arrondies. Le dos est fort et de longueur moyenne. Le rein est puissant. La croupe présente une légère inclinaison et la queue est attachée plutôt bas.
Les jambes sont assez fines et dotées de tendons propres et plats, ainsi que de fanons peu abondants,,, ce qui lui confère une certaine ressemblance avec le poney Connemara. Le pied est assez petit
Les crins (crinière et queue) sont abondants mais plutôt fins. En hiver, le pelage des poneys pousse et devient très dense, offrant une protection efficace contre les intempéries grâce à son imperméabilité. L'été, ce pelage est ras.

### Robe
La robe est généralement le gris, et beaucoup plus rarement, elle est baie ou noire,,,.
Tous les poulains naissent bais ou noirs, et une majorité d'entre eux évoluent vers le gris. Les chevaux non-gris doivent présenter une zone plus claire autour des yeux et du museau (dite pangaré). En revanche, la raie de mulet est interdite. Les robes alezan et pie, de même que les robes présentant beaucoup de marques blanches, sont interdites.

### Tempérament et allures

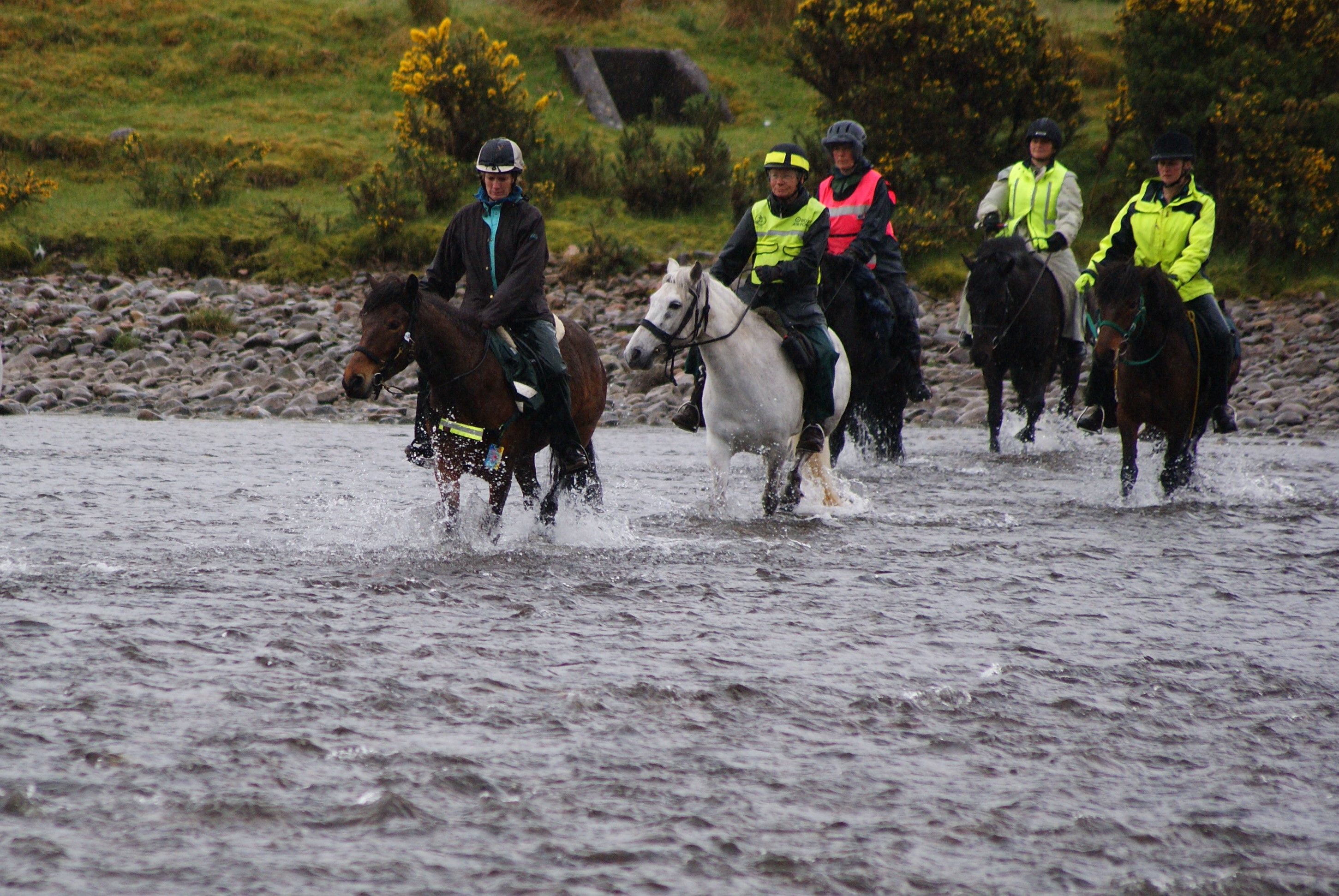
Groupe de poneys Eriskay montés au passage d'une rivière lors d'une randonnée.

Les allures sont courtes et plutôt relevées, avec un galop confortable sans emphase sur cette allure, et un pied sûr. Le tempérament est réputé doux, docile et calme, adapté à la vie en famille, héritage des longues années durant lesquelles ces poneys étaient des animaux de travail vivant à proximité étroite de leurs propriétaires,,. L'espérance de vie est longue.

### Génétique et santé

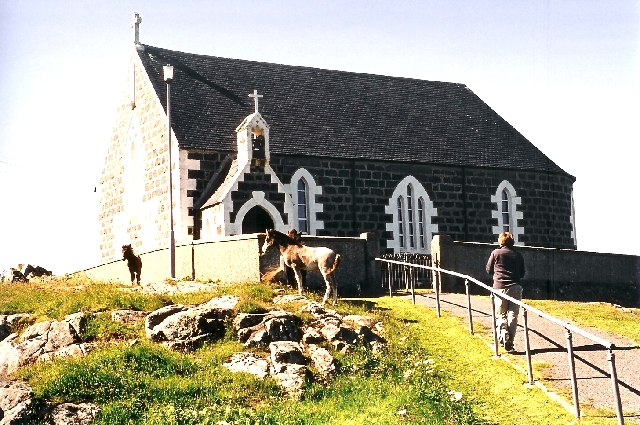
Église sur l'île d'Eriskay, avec des poneys.

L'Eriskay a été influencé par la sélection naturelle, mais aussi par l'être humain, car ces poneys ont majoritairement été utilisés par des femmes et des enfants, dans un contexte où les hommes valides prenaient la mer.
Sur la base de l'analyse de 32 animaux, l'Eriskay montre un niveau d'hétérozygotie et de diversité allélique très bas, preuve d'un phénomène d'érosion génétique, avec une hétérorygotie de l'ordre de 0,53 d'après la thèse de V. K. Crew, ainsi qu'une diversité allélique de 2.51, la plus basse parmi les 23 races nordiques, canadiennes et britanniques étudiées par J. M. Prystupa et son équipe en 2012. Alderson attribue ce phénomène au faible nombre d'étalons fondateurs ;  Prystupa et al. soulignent un effet du goulet d'étranglement génétique subi par la race durant les années 1970, alors qu'il ne restait plus qu'un seul étalon reproducteur.
L'Eriskay est génétiquement apparenté aux autres races de poneys britanniques, et en particulier à l'Exmoor. Le Highland en est aussi relativement proche génétiquement, mais ce dernier est plus proche du cheval de trait Clydesdale que des autres poneys britanniques. Les Eriskay actuels qui descendent de l'étalon de pure race Eric forment un cluster particulier, qui a échappé à l'influence des chevaux importés vers les îles britanniques à partir du XVIe siècle, ce qui leur confère un intérêt en matière de conservation,.
L'Eriskay est sujet à l'abiotrophie cérébelleuse, probablement en raison de sa consanguinité,. L'existence de cette maladie génétique particulièrement tracée chez la race Arabe questionne la pureté génétique de l'Eriskay, dans la mesure où les cas d'abiotrophie cérébelleuse chez la race voisine du Gotland ont été retracés à deux étalons d'origine extérieure.

### Sélection

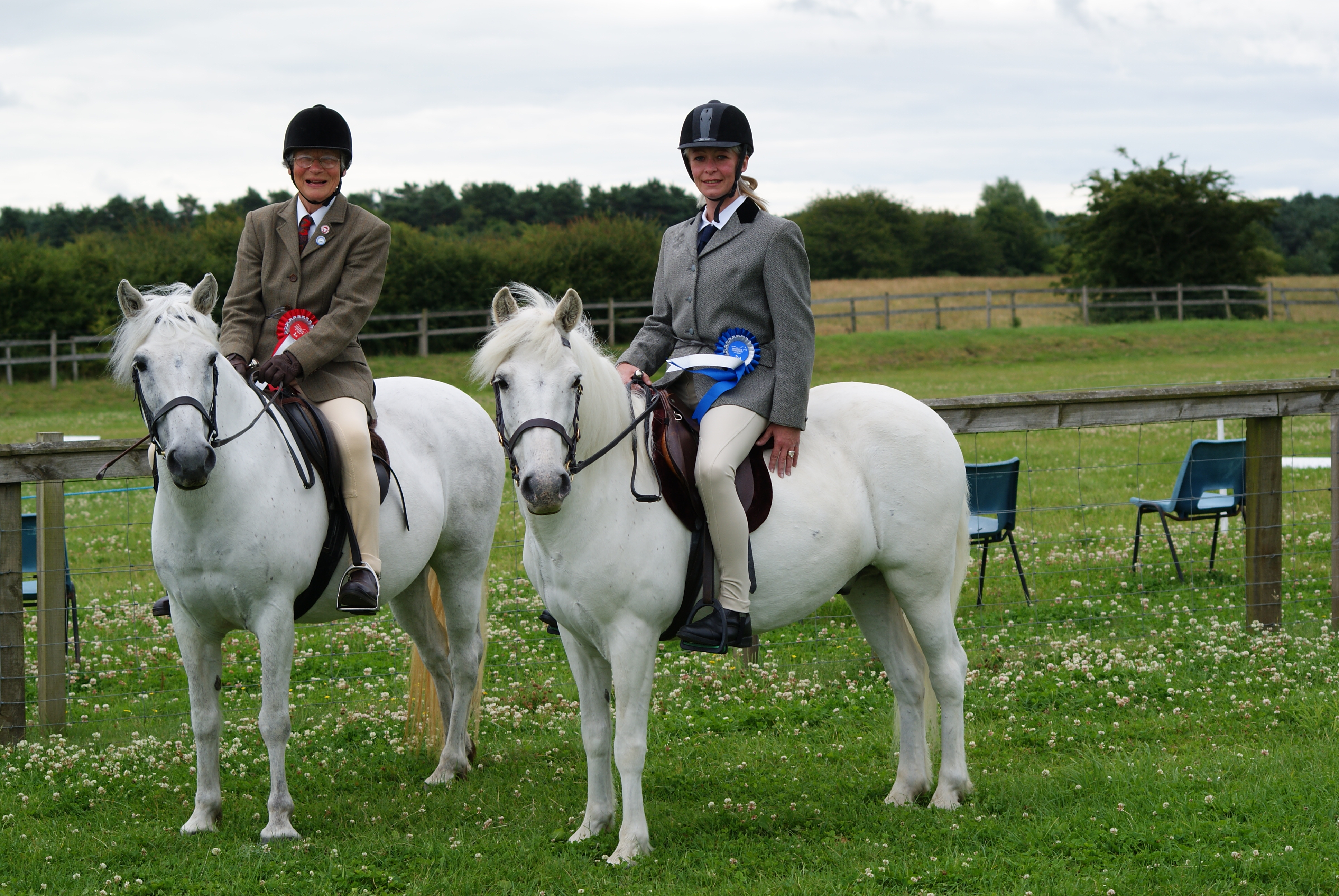
Poneys Eriskay montés lors d'un show.

Il existe deux registres de race pour l'Eriskay : Comann Each nan Eilean - The Eriskay Pony Society, créée en 1972 sous le patronage du prince de Galles,, et The Eriskay Pony Breed Society, créée en 1986 par d'anciens membres de l'association précédente ayant des divergences de point de vue,. Chacun des deux est reconnu comme valable pour cette race. La reconnaissance officielle de l'Eriskay est récente.
La différence entre ces deux registres de race porte sur le fait que Comann Each nan Eilean veut conserver la pureté de la race, tandis que The Eriskay Pony Breed Society accepte des croisements dans le but d'augmenter la diversité génétique et les possibilités d'usages de ces poneys. The Eriskay Pony Breed Society considère aussi que l'Eriskay peut appartenir à la race Highland, qui est élevée sur l'île principale de Grande-Bretagne ; c'est pourquoi cette société de race maintient un registre séparé et géré en Grande-Bretagne. La RBST reconnaît l'Eriskay comme une race séparée devant faire l'objet d'efforts de conservation prioritaires.
The Eriskay Pony Society organise chaque année un show pour mettre en avant la polyvalence de la race.

## Utilisations

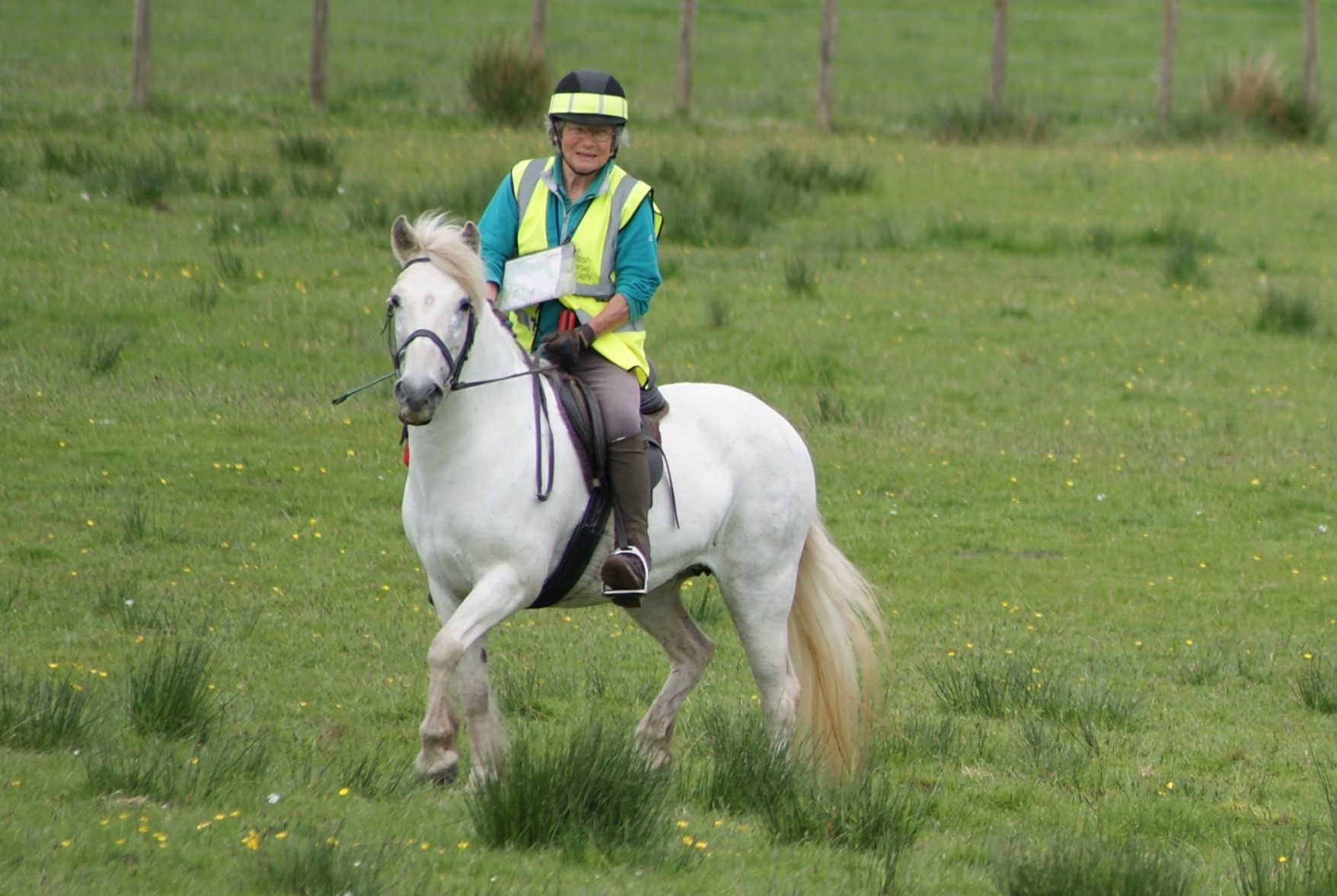
Poney Eriskay monté par une femme adulte lors d'une randonnée à Loch Lomond.

Ces poneys étaient autrefois bâtés pour transporter les algues et la tourbe, usages qui ont perduré jusque durant les années 1980. Désormais, l'Eriskay est surtout un cheval de loisir, apte à l'attelage et à l'équitation pour enfants,. Il peut être monté par un adulte, grâce à sa force : lors du trek de 2017 à Inverness, ces poneys ont couvert 17 miles en portant des adultes. Ces caractéristiques en font un excellent poney de famille. Ces poneys ont concouru en attelage jusqu'au niveau international. L'Eriskay est également apte au concours complet, au saut d'obstacles, au dressage, à la chasse, à l'équitation western et au travail de traction légère.
Les poneys présents sur l'île sont habitués à la présence de touristes, et viennent spontanément à la rencontre des visiteurs, y compris des enfants.
L'île d'Eriskay étant très peu peuplée, avec seulement une trentaine d'enfants qui vont à l'école primaire sur l'île, de nombreux enfants s'y rendent en chevauchant l'un de ces poneys. La nature très calme de ces poneys en fait de bons auxiliaires en équithérapie auprès d'enfants en situation de handicap.
L'Eriskay est aussi un excellent poney d'écopâturage, grâce à sa grande rusticité. Il est ainsi adapté aux différents programmes de réensauvagement européens.

## Diffusion de l'élevage

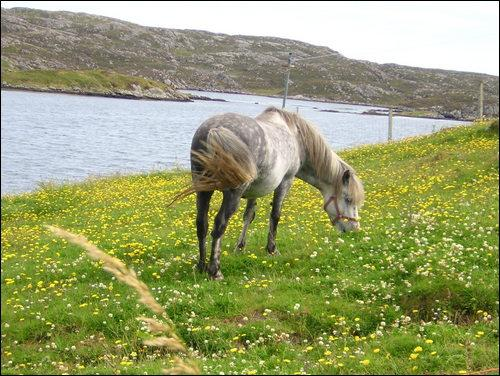
Poney Eriskay âgé de neuf ans sur l'Île de Lewis.

L'Eriskay est considéré comme une race rare locale native du Royaume-Uni, propre à l'Écosse, dans les Hébrides. Il est considéré par l'étude de l'université d'Uppsala (2010) comme une race locale européenne en danger d'extinction et sous mesures de protection.
Un petit nombre de ces poneys perdure sur son île d'origine. Il existe aussi un troupeau sauvage sur Holy Island, comptant 34 poneys en 2017, descendants de cinq chevaux amenés dans les années 1970 afin de peupler une réserve naturelle créée par des propriétaires terriens. La race est enfin présente sur l'île principale de Grande-Bretagne, notamment en Écosse, dans le Kent et en Cornouailles.
Un programme de conservation a été mis en action à la fin du XXe siècle. Indigène, il est considéré depuis 2002 comme rare au niveau national par Rare Breeds Survival Trust, et reste classé en 2020 comme une race en danger critique d'extinction, ce qui signifie qu'il existe moins de 300 femelles aptes à se reproduire. En 2012, la FAO relève l'existence de 27 juments aptes à se reproduire, pour seulement 7 inscrites au stud-book. La base de données DAD-IS l'indique également comme race en danger d'extinction, fournissant les relevés de population suivants (sans indiquer leur provenance ni leur fiabilité) : 
| Année      | 1999 | 2002 | 2006 | 2013 | 2015 | 2017 | 2018 | 2019 |
| ---------- | ---- | ---- | ---- | ---- | ---- | ---- | ---- | ---- |
| Population | < 32 | 17   | 12   | 13   | 11   | 4    | 2    | 6    |

Selon la bénévole en programmes de conservation animale Sophie McCallum, en 2006, la population est estimée à environ 300 poneys, puis en 2009, elle est estimée à environ 420 poneys dans le monde.

## Dans la culture

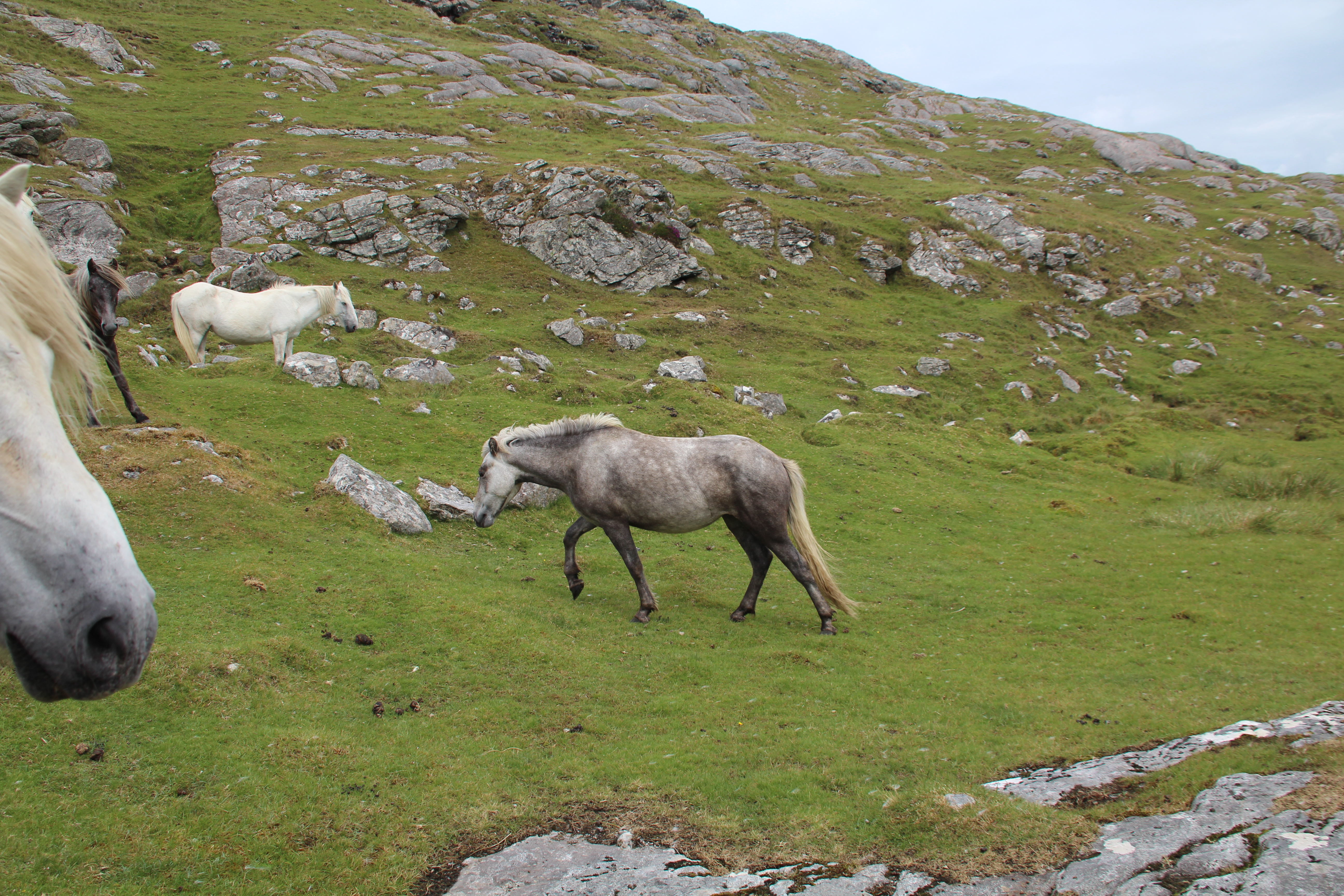
Poneys de robe grise sur l'île d'Eriskay.

Le poète gaélique écossais Donald MacDonald (gd) (Dòmhnall Aonghais Bhàin) a été commissionné par la Comann Each nan Eilean - The Eriskay Pony Society pour composer un poème en l'honneur du poney Eriskay, afin de commémorer la publication du registre de race originel en 1972. Ce poème fait référence à l'usage du poney en tant qu'animal de bât utilisé pour transporter les algues et la tourbe, ainsi qu'à sa nature généreuse envers les enfants :

Bha iad troimh na linntean ann sna tìmean chaidh air ruaig;
Thàirneadh iad a' mhòine gu fògairt chur air fuachd
Is làimhsicheadh an òigridh iad 's bha iomadh spòrs 'nan cuairt,

Ce poney est considéré comme une icône de son île originelle, et comme un descendant vivant des chevaux des Pictes. Fin 2020, une collecte de fonds est en cours afin de construire un centre de mise en valeur des poneys et de leur patrimoine, probablement dans l'ancienne école primaire d'Eriskay, qui a fermé en 2014 et a été reprise par l′Eriskay Heritage Society.
L'Eriskay est cité dans les romans a Book of Death and Fish de Ian Stephen (2014), The Remnant de Charlie Fletcher (2017), et Come by the Hills de Cameron McNeish (2020), dans lequel il est décrit comme la race de chevaux la plus rare de toute l'Europe.